# ووژونگ
ناحیه ووجونگ ( چینی ساده‌شده: 吴中区; چینی سنتی: 吳中區; پین‌یین: Wúzhōng Qū) یکی از پنج‌‌ناحیه شهر مرکزی «سوژو» ، «استان‌جیانگ سو» ، چین است. دارای مسطح ۷۷۰ کیلومتر مربع (۳۰۰ مایل مربع) بوده که در سال ۲۰۰۱، با تعداد ۵۹۰۰۰۰ نفر ساکن این ناحیه، ثبت رسمی شد.

## تقسیمات اداری
در حال حاضر، ووجونگ دارای ۸ ناحیه فرعی و ۷ بخش در حومه شهر است. 
هشت بخش فرعی:
| - سویوئن (苏苑街道) - چانگ کیائو (长桥长桥街道) - لانگشی (龙西街道) - چنگنان (城南街道) | - ژاوکسی (越溪街道) - هنجینگ (横泾街道) - گوکسیانگ (郭巷街道) - شیانگشان (香山街道) |

هفت حومه شهر:
| - لوژی (甪甪直镇) - گوانگفو (光福镇) - لینهو (临湖镇) - مودو (木渎镇) | - جینتینگ (金庭镇) - دونگشان (东山镇) - شوکو (胥口胥口镇) |

## بن مایه
1. ↑  "苏州市-行政区划网 www.xzqh.org" (به چینی). XZQH. Retrieved 2012-05-24.